# 発掘調査報告書
発掘調査報告書（はっくつちょうさほうこくしょ）は、考古学の学術研究または埋蔵文化財の記録保存を目的として、当該の遺跡を発掘調査した結果・成果をまとめて記録した報告書。多くは書籍形態の印刷物であるが、開発工事などで現地保存できない遺跡を「記録」として永久に保存するものであり、遺跡そのものと同等の価値を持つとされる。
なお、恐竜化石や地震痕跡などを研究対象とする古生物学や地質学の分野においても発掘調査は行われており、その結果報告として「発掘調査報告書」がまとめられるが、考古学のそれと、他分野のそれとでは内容や性格が大きく異なるため、本項では考古学における遺跡の発掘調査報告書について記述する。

## 概要
文化庁によると、貝塚や古墳、城跡、都城などの遺跡≒周知の埋蔵文化財包蔵地は全国におよそ460000箇所存在し、毎年9000件程の発掘調査が行われているとされ、それらのほとんどは遺跡のある土地に対する開発行為に伴って行われる発掘調査である。
遺跡（埋蔵文化財包蔵地）は、歴史的な出来事にゆかりのある土地や自然の山野・田畑地帯だけでなく、通常多くの人々が遺跡があるとは認識していないような都市部や住宅街にも普遍的に存在しており、土木工事や建設工事が行われる場合には、事業主は地方自治体に対して文化財保護法6章93条に基く届出を行い、埋蔵文化財の有無を確認する必要がある。
遺跡は、それが存在する現地（地中）にそのままの状態で保存（つまり本来は発掘調査すら行わない状態で保存）することが望ましいとされるが（発掘調査もまた遺跡の現状を破壊する行為だからである）、史跡等の文化財に指定されていない遺跡を、開発行為を中止させたうえで現地に保存することは困難である。そのため、各地地方自治体（教育委員会など）や埋蔵文化財センター、民間の発掘調査会社が調査隊（遺跡調査会など）を組織し、工事予定範囲にて発掘調査を行い、検出した遺構の測量や写真撮影、出土遺物の取り上げを行って遺跡の全容をデータ化して残す「記録保存」の措置がとられる。
発掘調査で得られた諸データ・遺物は、遺跡調査団体の作業室に送られ「整理作業」が行われる。整理作業では、遺物の洗浄や仕分け、破砕状態で出土した土器のセメダインによる接合などの基礎整理ののち、遺物実測による図面作成、遺物の写真撮影、遺構の図面作成等を行う。同時に、遺跡概要や発掘調査にいたる経緯、個々の遺構・遺物についての所見や遺跡の評価・考察を含めた「本文」執筆が行われる。出来上がった本文・図面・写真図版などを編集し、印刷・発行したものが発掘調査報告書である。報告書の発行をもって発掘調査は完結するのである。
なお大学や博物館などの研究機関が、遺跡の規模や歴史的価値を把握するための学術調査、あるいは国や自治体が史跡指定に向けて遺跡概要を把握するための発掘調査の場合にも、同様の作業が行われ、発掘調査報告書が編集される。
出土遺物が想定より多く出るなどして整理作業が長引き、正式な報告書がすぐに刊行出来ない場合などには、調査概要を短くまとめた「発掘調査概報」が暫定的に刊行されることがある。
発掘調査報告書（概報を含む）は文化庁により、「現状で保存できなかったものに代わって後世に残る記録の中で最も中心となるものであり、埋蔵文化財に代わる公的性格をもった重要な存在である。」と位置付けられており、いわば2次元の世界に移し替えられた遺跡そのものといって過言ではない。
これらは遺跡が広く国民の目に触れられて活用されることを意図し、各地の公立図書館や大学付属図書館、博物館などに所蔵されており、誰もが閲覧可能である。

## 全国文化財総覧
発掘調査報告書は遺跡そのものであり、広く国民の目に触れられて活用されることを意図して発行され、誰もが閲覧可能であると謳われてはいるが、その発行部数は1遺跡につき300部程度であり、発掘された遺跡のある地域周辺の大学図書館や公立図書館、あるいは国立国会図書館など限られた図書館でしか所蔵されていないことが多く、現実には希望する遺跡の報告書が閲覧困難な場合が少なくない。商業出版の流通基盤にも乗らないため、図書館界では入手や閲覧が困難な「灰色文献」とされているという。
2007年（平成19年）に島根大学附属図書館を中心とする中国地方の国立大学付属図書館5館が開設した機関リポジトリを基礎として、2015年（平成27年）6月から奈良文化財研究所（奈文研）が運営している「全国文化財総覧（旧称・全国遺跡報告総覧）」は、全国の大学や研究機関が所蔵する発掘調査報告書を検索し、PDF形式で閲覧・ダウンロードすることを可能にしている。開設以来その閲覧数は増加し続けており、発掘調査報告書の活用に役立つとして、文化庁は自ら旗振り役となり、地方自治体や研究機関に積極的な参加と報告書データの提供を呼び掛けている。

### ウィキペディアでの活用
2021年（令和3年）4月26日、奈文研は、全国文化財総覧に登録された刊行物（発掘調査報告書・博物館展示会図録など）・動画・論文などの各種コンテンツを、ウィキペディアの出典情報として正確に、かつ書式に従い効率よく引用出来るようにするため、引用時にコンテンツ表記を自動表示するアイコンを開設した。これによりウィキペディアを編集するユーザーにおいては、発掘調査報告書を出典として引用したい場合、書誌情報を迅速にコピー・アンド・ペースト出来るようになった。

## 報告書の構成
凡そ、下記のような体裁基準が文化庁により示されている。
- 前文
- 表題、序文、例言・凡例、目次
- 本文
- 第1章 経過
  - 第1節 調査の経過
  - 第2節 発掘作業の経過
  - 第3節 整理等作業の経過
- 第2章 遺跡の位置と環境
  - 第1節 地理的環境
  - 第2節 歴史的環境
- 第3章 調査の方法と成果
  - 第1節 調査の方法
  - 第2節 層序
  - 第3節 遺構
  - 第4節 遺物
- 第4章 理化学的分析
- 第5章 総括
- 報告書抄録
- 奥付